# Katherine Parkinson
Katherine Parkinson (Cambridge, Cambridgeshire, 9 de marzo de 1977) es una actriz y comediante británica, conocida principalmente por interpretar a Jen Barber en la serie cómica The IT Crowd, papel por el que ganó un premio en los British Comedy Award en 2009. También ha contribuido con bocetos para Katy Brand, su amiga desde que estudiaba en Oxford.

## Biografía
Katherine Parkinson estudió en la Escuela de Tiffin Girls' en Kingston upon Thames, Londres y luego entró al St Hilda's College en Oxford antes de trasladarse a la Academia de Londres de Música y Arte Dramático, donde conoció a Chris O'Dowd, compañero en The IT Crowd.
Durante sus estudios, dejó el curso para protagonizar la obra The Age of Consent. Su carrera posterior la ha visto ser protagonista con otros actores británicos como Martin Clunes y Julie Walters. En 2007, apareció en una nueva versión de La gaviota de Chéjov en el Royal Court de Londres, junto a Kristin Scott Thomas y Mackenzie Crook.
En 2008 Katherine interpretó a Danika Meanwhile en el capítulo 109 de los audios de Doctor Who, "The Death Collectors", junto a Sylvester McCoy como el Séptimo Doctor.
El día de Año Nuevo de 2009, apareció en un episodio de la serie británica Jonathan Creek, "The Grinning Man". Ese mismo año la tercera temporada de The IT Crowd hizo de ella una de las actrices mejor pagadas de Channel 4, y a fines de año apareció en la aclamada Cock en el Royal Court.
Ha aparecido en varias ocasiones en BBC Radio 4: en el programa de Laura Solon Talking and Not Talking, Mouth Trap, de nuevo en el show de Katy Brand y en la media hora Odd. Protagonizó un comercial televisivo para Maltesers junto a su compatriota la actriz y comediante Amanda Abbingtony, también proporcionó su voz para una campaña publicitaria de Herbal Essences en 2010.
Parkinson es parte del elenco principal en la serie cómica de BBC Four The Great Outdoors, emitida por primera vez el 28 de julio de 2010. Entre 2010 y 2011 actuó en Season's Greetings en el Royal National Theatre y en 2011 hizo de Lady Teazle en The School for Scandal, dirigida por Deborah Warner en el Barbican Centre.
Tras haber participado como la recepcionista del médico entre la segunda y cuarta temporada de la serie Doctor Martin junto a Martin Clunes, finalmente su personaje fue reemplazado por una nueva recepcionista. A continuación protagonizó The Bleak Old Shop of Stuff, una comedia de la BBC que se estrenó en BBC Two el 19 de diciembre de 2011. Después apareció en el tercer episodio de la segunda temporada de Sherlock, "The Reichenbach Fall", como la periodista Kitty Riley en enero de 2012.
El 9 de junio de 2025, se anunció que Parkinson interpretaría a Molly Weasley en la serie de televisión Harry Potter.

## Vida personal
Katherine está casada con el comediante Harry Peacock, y dio a luz a una hija en 2012.

## Filmografía

### Películas
| Año  | Título                                            | Personaje                     |
| ---- | ------------------------------------------------- | ----------------------------- |
| 2006 | Hard to Swallow                                   | Katie                         |
| 2007 | Christmas at the Riviera                          | Vanessa                       |
| 2008 | Easy Virtue                                       | Hilda Whittaker               |
| 2008 | How to Lose Friends & Alienate People             | Mujer de relaciones públicas  |
| 2009 | The Boat That Rocked                              | Felicity                      |
| 2009 | St. Trinian's 2: The Legend of Fritton's Gold     | Profesora de educación física |
| 2014 | Britain Isn't Eating                              | Marion / Sarah                |
| 2018 | The Guernsey Literary and Potato Peel Pie Society | Isola                         |
| 2022 | The Nan Movie                                     | Nell Taylor                   |

### Televisión
| Año       | Título                      | Personaje         | Notas                                                          |
| --------- | --------------------------- | ----------------- | -------------------------------------------------------------- |
| 2005      | Ahead of the Class          | Vicky Foley       |                                                                |
| 2005      | Casualty                    | Helen Gibbons     | Temporada 19, Episodio 41: "The Long Goodbye"                  |
| 2005      | Extras                      | Mujer en la fila  | Temporada 1, Episodio 2: "Ross Kemp and Vinnie Jones"          |
| 2005–2009 | Doc Martin                  | Pauline Lamb      | Temporadas 2 – 4                                               |
| 2006–2013 | The IT Crowd                | Jen Barber        | Premio mejor actriz de serie cómica: British Comedy Award 2009 |
| 2007      | Fear, Stress & Anger        | Gemma             |                                                                |
| 2007–2009 | Katy Brand's Big Ass Show   | Varios Personajes | Temporadas 1 – 3                                               |
| 2009      | Jonathan Creek              | Nicola            | Episodio: ""The Grinning Man"                                  |
| 2009      | The Old Guys                | Amber             |                                                                |
| 2010      | The Great Outdoors          | Sophie            |                                                                |
| 2010      | Whites                      | Caroline          |                                                                |
| 2011      | Psychoville                 | Fiona             | Temporada 2, Episodio 5                                        |
| 2011      | Comedy Showcase: Coma Girl  | Pip               | Temporada 3, Episodio 2                                        |
| 2011      | The Bleak Old Shop of Stuff | Conceptiva        |                                                                |
| 2012      | Sherlock                    | Kitty Riley       | Temporada 2, Episodio 3: "The Reichenbach Fall"                |
| 2013      | Love Matters                | Jo Pepper         | Temporada 1, Episodio 2: "Officially Special"                  |
| 2014      | In the Club                 | Kim               |                                                                |
| 2015      | Humans                      | Laura Hawkins     |                                                                |
| 2015      | The Kennedys                | Brenda Kennedy    |                                                                |
| 2027      | Harry Potter                | Molly Weasley     | Elenco recurrente                                              |

### Radio
| Year      | Title                                           | Role          |
| --------- | ----------------------------------------------- | ------------- |
| 2011-2012 | Don't Start                                     | Kim           |
| 2012      | Diary of a Nobody                               | Carrie Pooter |
| 2012      | Welcome to Our Village, Please Invade Carefully | Katrina       |

## Premios y nominaciones
| Año  | Organización         | Premio                       | Serie        | Resultado |
| ---- | -------------------- | ---------------------------- | ------------ | --------- |
| 2009 | British Comedy Award | Mejor actriz de serie cómica | The IT Crowd | Ganadora  |